# Mạch khuếch đại phân bố
Mạch khuếch đại phân bố hay Mạch khuếch đại phân tán (tiếng Anh: Distributed amplifier) là các thiết kế mạch kết hợp lý thuyết đường truyền vào bộ khuếch đại điện tử để thu được sản phẩm có băng thông khuếch đại lớn hơn so với các mạch thông thường.

Sóng lan truyền giai đoạn N của một bộ khuếch đại.

## Lịch sử
Thiết kế của các bộ khuếch đại phân tán được trình bày lần đầu tiên bởi William S. Percival vào năm 1936. Trong năm đó, Percival đã đề xuất một thiết kế mà theo đó các độ dẫn truyền của các đèn điện tử chân không riêng biệt có thể được thêm vào theo đường thẳng mà không làm vón cục các pin điện dung tại đầu vào và đầu ra của mạch điện, do đó cho phép dòng điện đi đến một mạch có băng thông lớn hơn so với việc chỉ dùng duy nhất một ống chân không. Tuy nhiên, thiết kế của Percival không nhận được sự chú ý rộng rãi, cho đến khi một ấn phẩm về chủ đề này được xuất bản bởi bốn tác giả là Ginzton, Hewlett, Jasberg và Noe vào năm 1948. Theo bài báo sau này, thuật ngữ bộ khuếch đại phân bố thực sự có thể tra cứu được. Về mặt truyền thống, kiến trúc thiết kế của mạch này chủ yếu vận dụng công nghệ ống chân không.

## Công nghệ hiện nay
Gần đây, các chất bán dẫn III-V như GaAs và InP đã được sử dụng trong việc thiết kế các mạch. Chúng có hiệu suất vượt trội nhờ các dải tần cao hơn, giúp tăng độ linh động của các electron trong dòng điện. Ngoài ra, thiết kế này còn có tốc độ trung hòa về điện nhanh hơn, điện áp đánh thủng cao hơn và chất nền có điện trở suất cao hơn. Loại thứ hai đóng góp nhiều vào sự sẵn có của các linh kiện thụ động có chất lượng cao hơn (chất lượng Q hoặc đơn giản là Q) trong các công nghệ bán dẫn III-V.